# Nibelungs

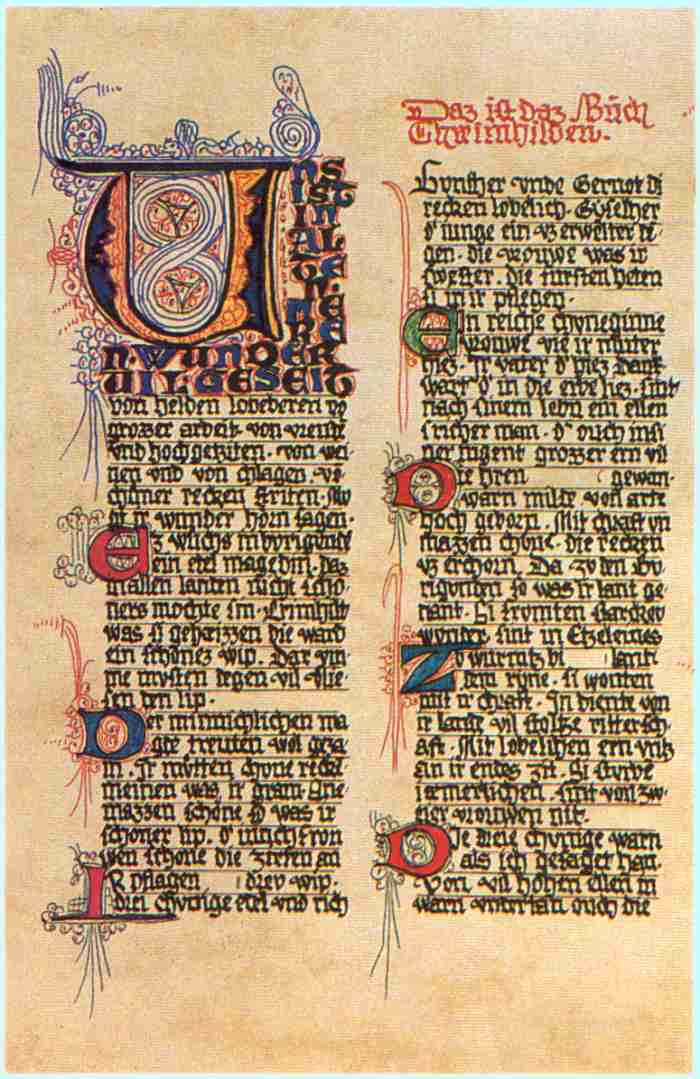
Pàgina del Cant dels Nibelungs

Els nibelungs, el nom dels quals significa 'poble de la boira' o 'del submón' són gnoms de les llegendes germàniques. Posseïen grans riqueses que obtenien de les seves mines a les muntanyes, on vivien.
Segons Claude Lecouteux, el mot Nibelung deriva de Nibel 'boira, borina' i -ung, sufix germànic que estableix una relació de pertinença i parentiu, llinatge. Nibelungen és, segons aquesta interpretació, etimològicament 'el descendent o fill de la boira', que és el país al qual va donar el seu nom un llegendari imperi, pot estar més a prop del Niflheim, 'el Món de les boires', un nom de l'imperi dels morts a l'antiga mitologia nòrdica.
Els nibelungs tenien Nibelung com a rei. Aquesta llegenda del segle xiii que recita les gestes del cavaller Sigurd, va inspirar Richard Wagner i la seva tetralogia coneguda com L'anell del nibelung.
La popularitat de l'heroi Sigfrid resta palesa en els nombrosos Sifre i Sifrè —forma catalana del nom d'origen germànic— que hi ha a la Catalunya medieval i que continua existint actualment com a cognom, sovint escrit <Cifre> o <Cifrè/Cifré>.
L'èpica medieval s'explica al Cant dels Nibelungs. Fritz Lang, va portar una part a la pantalla al díptic Els nibelungs (1924).